# Parc naturel du Garraf
Le parc naturel du Garraf est un espace naturel protégé situé dans la comarque de Garraf (province de Barcelone), en Catalogne,.
Cette aire protégée est une zone spéciale de conservation (ZSC) et une zone de protection spéciale (ZPS) du réseau Natura 2000 définie par la Convention de Ramsar visant la conservation des types d'habitats et des espèces animales et végétales.
Il est jumelé au parc naturel de la Maremme d'Italie.

## Description
Le parc de 14 820 ha est situé dans le secteur sud-ouest de la Cordillère littorale catalane. Il borde le bassin inférieur du Llobregat, la mer Méditerranée et la dépression de Penedès. Le parc est composé de deux unités importantes géologiquement bien différenciées : l'une de roches calcaires et de dolomies et l'autre d'une petite bande de grès rougeâtre, à l'extrémité est du parc. Son relief est essentiellement karstique et comporte de nombreuses grottes, gouffres et dolines. La zone du Castello de Eramprunyá (es) est très différente, caractérisée par des  conglomérats de couleurs rougeâtres qui composent un paysage très escarpé. Sa situation côtière détermine un climat méditerranéen typique : pluies au printemps et en automne, rares mais torrentielles, et températures douces ; des hivers doux et des étés chauds et secs.
Il bénéficie d'un plan particulier de protection.

## Galerie

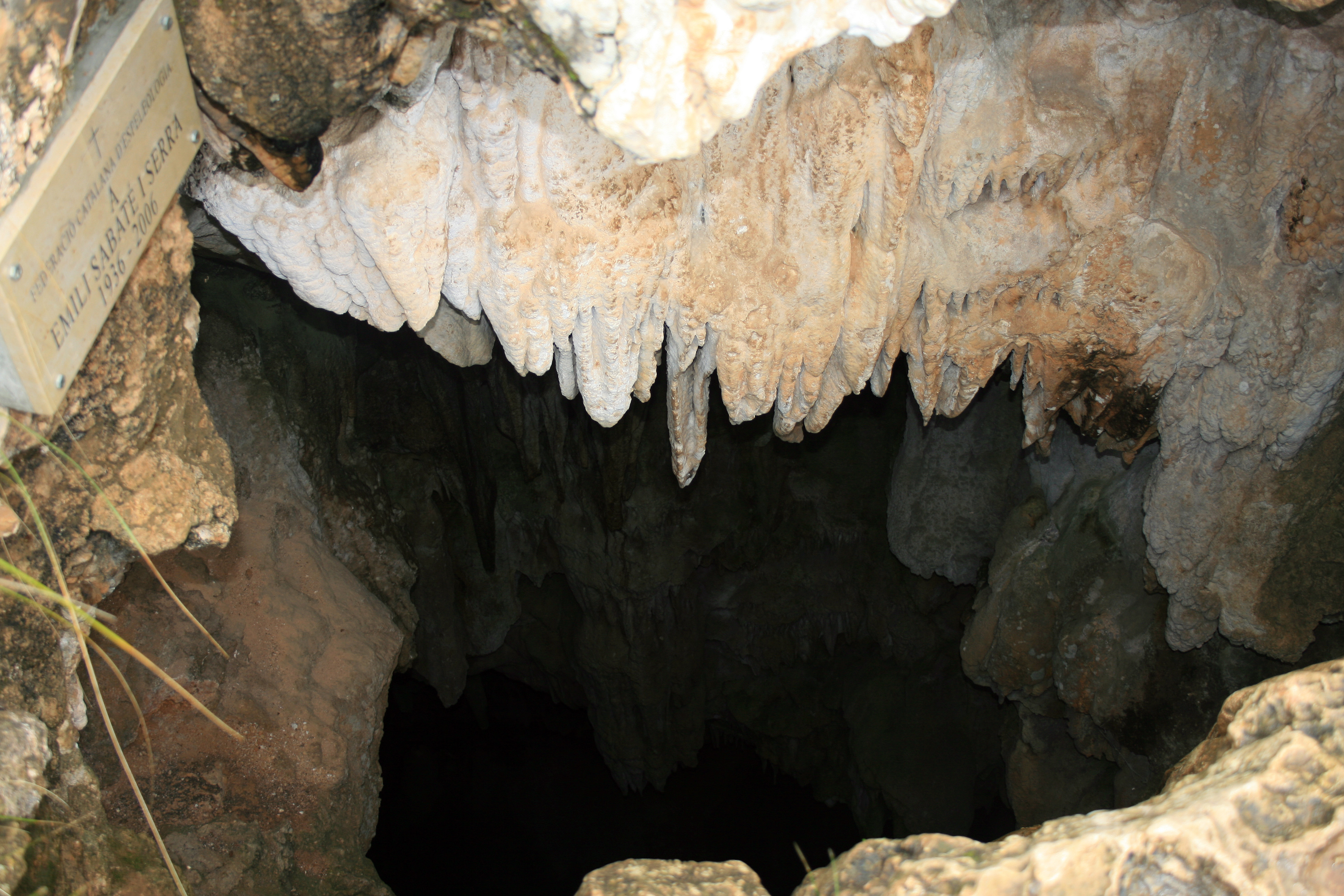
Grotte Emili Sabaté
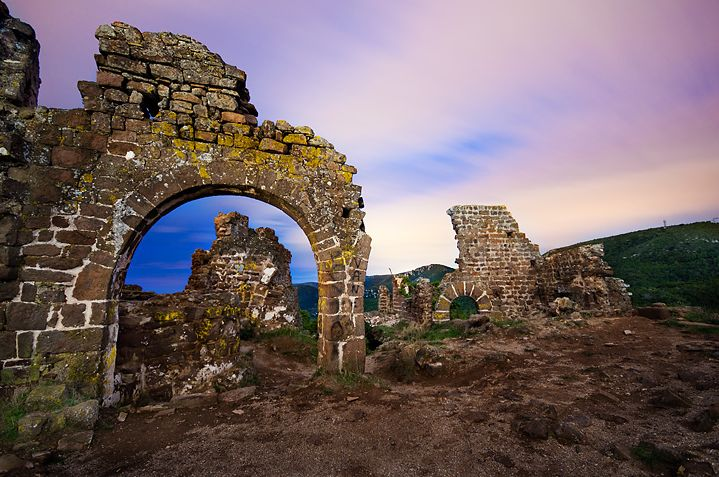
Vestige du château d'Eramprunyà
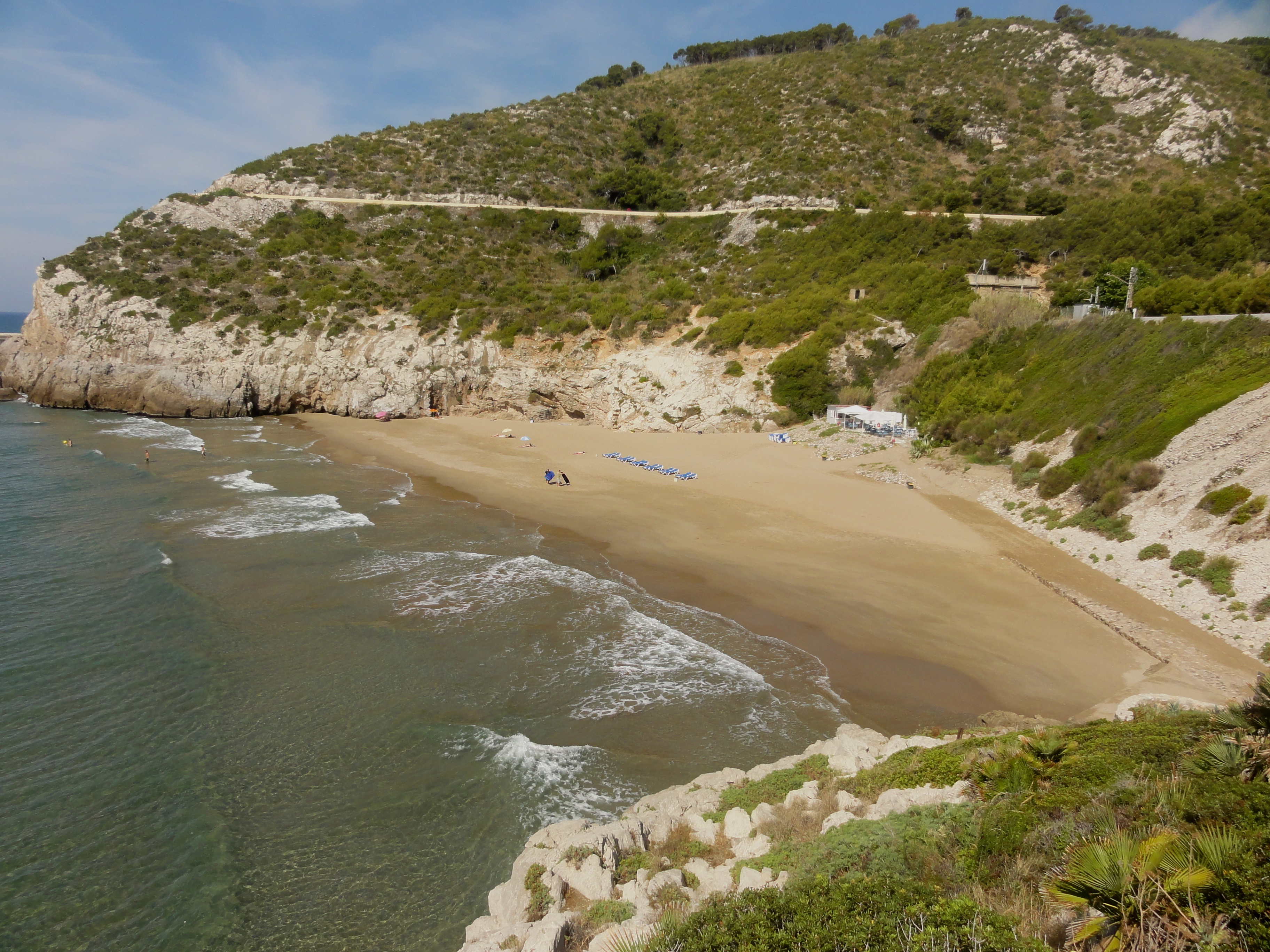
Littoral de Garraf